# 史履晉
史履晋（19世纪?—?），直隶乐亭县（今河北省乐亭县）人，清朝末年政治人物，同進士出身。

## 生平
光绪十六年（1890年），登庚寅科進士。同年五月，著主事，分部学习。后授辽沈道掌御史，歷任直隶实业司长。